# Solaster uchidai
Solaster uchidai är en sjöstjärneart som beskrevs av Hayashi 1939. Solaster uchidai ingår i släktet Solaster och familjen solsjöstjärnor. Inga underarter finns listade i Catalogue of Life.